# Municipalité (Maroc)
Cet article court présente un sujet plus développé dans : Commune (Maroc), Ville (Maroc) et Organisation territoriale (Maroc).
Pour les articles homonymes, voir Municipalité.
Au Maroc, le terme de « municipalité » correspond à celui de « commune urbaine ». 
Les municipalités sont des agglomérations ayant le statut administratif de « ville », contrairement aux centres urbains — dont disposent certaines communes rurales — qui sont des unités purement statistiques. Elles sont dotées d'un code géographique, comme entre autres toute commune ou les centres urbains de communes rurales, et à chaque recensement national, leur population, ajoutée à celle des centres urbains, sert à déterminer la population urbaine.
De nos jours, il existe 256 municipalités ou communes urbaines (sur 1 538 communes).